# Brahman (raza bovina)

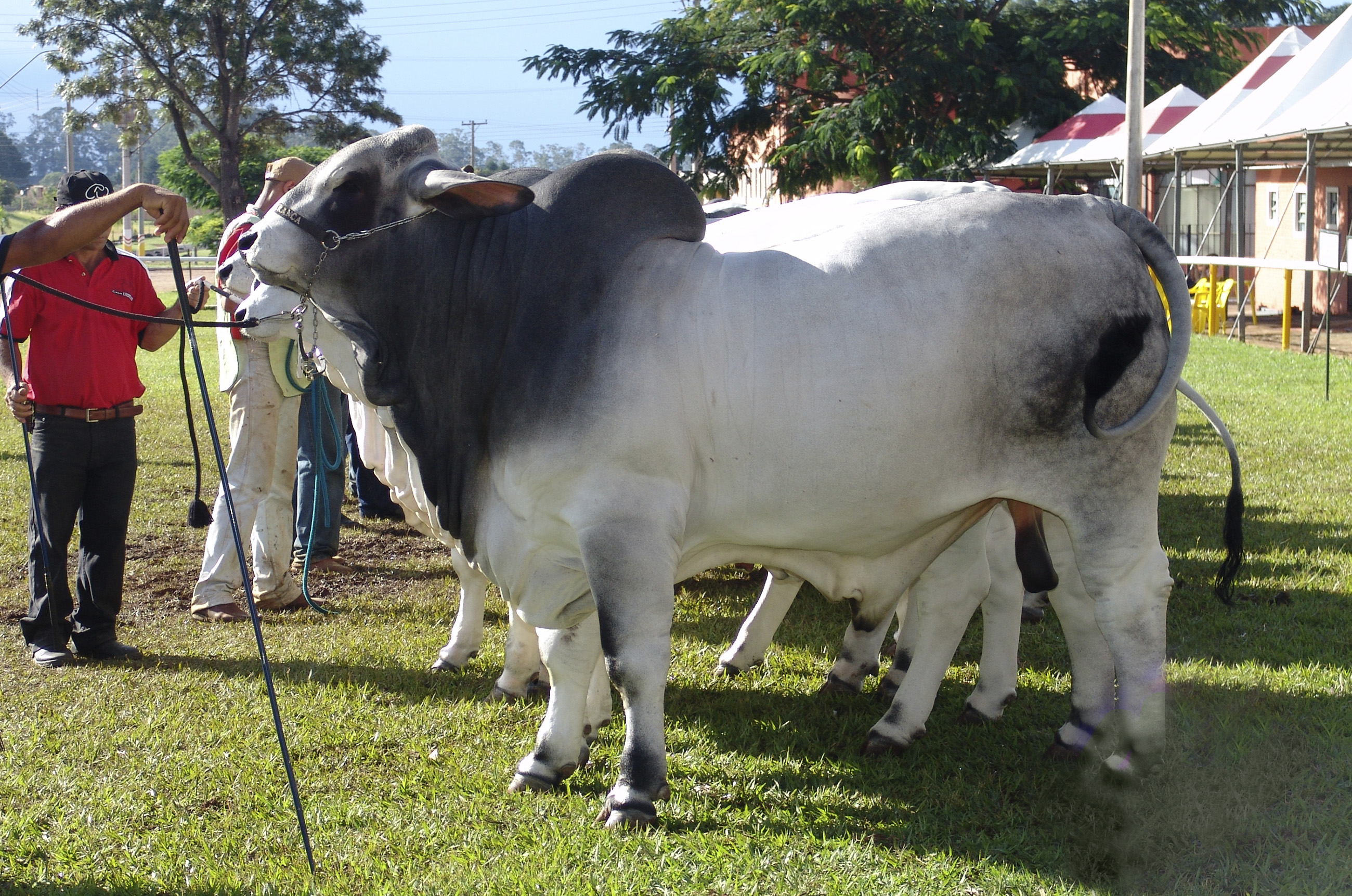
Un toro de raza Brahman de color gris. En Avaré.

La raza de ganado brahman tiene su origen en el ganado cebú llevado originariamente a los Estados Unidos de América proveniente de la India.
Se ha utilizado en la creación de numerosos híbridos taurino-cebús, algunos de los cuales, como el Brangus y el Brahmousin, se establecen como razas separadas.: 137 
El ganado brahmán se caracteriza por una giba en su lomo cerca de la cruz y por sus orejas blandas largas. Los colores más comunes son blanco, gris y rojo y una nueva linea el Brahaman Negro. El ganado brahmán posee una capacidad notable de adaptación y supervivencia. Puede alimentarse con pastos inadecuados para otras razas y especies  y es muy resistente a plagas de insectos,  parásitos, enfermedades y a climas extremos.
El ganado brahmán puede desplazarse grandes distancias para obtener agua.
El ganado brahmán se desarrolla donde otro tipo de ganado apenas puede sobrevivir.

## Etimología del nombre
La raza de ganado brahmán de origen indio recibió su nombre de los brahmanes (sacerdotes hindúes), quienes a su vez recibieron su nombre del dios hindú Brahma. Muchos brahmanes hindúes son vegetarianos y consideran sagrados a las vacas y los toros, y no comen carne de res. En Bengala su nombre es Brahmin, porque la etimología de su nombre es propia de Bengala. Esta raza de vaca se presenta como 'Brahma' en la ceremonia 'Krishi Divanishi' de Bangladés [6], pero la bengaliización del nombre de esta raza de vaca como 'Brahma' es lingüísticamente inconsistente.

## Características
Todos los Bos indicus, incluido el Brahmán, se caracterizan por una gran joroba en la parte superior de los hombros y el cuello.
Los brahmanes son de colores muy variados, desde el gris muy claro o el rojo hasta casi el negro. La mayoría de los ejemplares de la raza es de color gris claro a gris medio. Los toros maduros son normalmente más oscuros que las vacas y suelen tener zonas oscuras en el cuello, los hombros y la parte inferior de los muslos.
Tienen el pelo corto, grueso y brillante, que refleja gran parte de los rayos solares, y la piel pigmentada de negro, lo que les permite pastar al sol del mediodía sin sufrir. Sus cuernos se curvan hacia arriba y a veces se inclinan hacia atrás, además de tener orejas colgantes.
Los Brahmán tienen abundante piel suelta, lo que se cree que contribuye a su capacidad para soportar el clima cálido al aumentar la superficie corporal expuesta al aire.
Otra característica de esta raza es el mayor número de glándulas sudoríparas y la capacidad de transpirar libremente. El ganado Bos indicus también produce una secreción aceitosa de las glándulas sebáceas que tiene un olor característico y se dice que ayuda a repeler insectos.
Los Brahmán tienen un tamaño intermedio entre las razas de vacuno de carne. Los toros suelen pesar entre 725 y 1000 kg y las vacas entre 450 y 650 kg en condiciones medias. Los terneros son pequeños al nacer, con un peso de entre 27 a 29 kg (60 a 65 libras), pero crecen muy rápidamente y se destetan con pesos comparables a los de otras razas.
Los Brahmán son inteligentes, curiosos y tímidos. Son excepcionalmente ahorrativos, resistentes y adaptables a una amplia gama de alimentos y climas. Sin embargo, estas características también sugieren métodos de manejo cuidadosos y amables. A los brahmanes les gusta el afecto y pueden llegar a ser muy dóciles. Responden rápidamente al trato que reciben, bueno o malo. Los Brahman bien criados, sabiamente seleccionados y adecuadamente tratados son tan fáciles de manejar como otras razas.
Los brahmanes son muy resistentes al calor, y apenas se ven afectados por temperaturas de hasta 40 °C o superiores. Aunque la tolerancia al calor es sólo uno de los factores de adaptación ambiental del ganado, se considera el más importante.

### Giba
La giba, es una característica distintiva del ganado Brahmán que desempeña un papel importante en su adaptación y funcionalidad en climas cálidos y húmedos. Esta prominencia en la parte superior del cuello tiene varias funciones significativas:
La giba actúa como un área adicional para la disipación del calor. La piel y los tejidos debajo de la giba contienen glándulas sudoríparas que ayudan a regular la temperatura corporal del ganado al permitir una mayor evaporación del sudor. En climas cálidos, la capacidad para disipar el calor es crucial para prevenir el sobrecalentamiento. La giba contribuye a la capacidad del ganado Brahman para manejar las temperaturas altas y mantener su bienestar.
La giba contiene tejido adiposo (grasa), que sirve como una reserva de energía y agua. Esto es especialmente útil en entornos donde los recursos alimenticios pueden ser limitados o variables. El ganado puede movilizar estas reservas cuando los alimentos y el agua son escasos.
La forma y el tamaño de la giba pueden ayudar a reducir la exposición de las áreas sensibles del cuello a insectos que pican. La giba puede actuar como una barrera física que reduce el contacto de los insectos con la piel.
La giba no solo ayuda en la regulación de la temperatura, sino que también puede estar asociada con una mayor resistencia a enfermedades comunes en climas cálidos, como las enfermedades transmitidas por insectos y parásitos. Al manejar mejor el calor, el ganado Brahman puede tener un sistema inmunológico más eficiente.
Aunque la giba no afecta directamente la reproducción, la capacidad de manejar el calor y el estrés ambiental de manera más eficiente puede influir en la salud general y la fertilidad del ganado. En ambientes extremos, mantener un buen estado de salud es crucial para la reproducción efectiva.
La presencia de una giba prominente es una característica deseable en la cría de ganado Brahman. Los criadores seleccionan y reproducen animales con una giba bien desarrollada, ya que esto es un indicativo de adaptación efectiva al entorno cálido y húmedo.  La giba es una característica distintiva del ganado Brahman que lo diferencia de otras razas de ganado. Esta característica es ampliamente reconocida y valorada en el mercado del ganado.

## Distribución geográfica
La raza Brahmán se encuentra en más de 60 países distintos en el mundo, sin embargo, en los países que más podremos ver la raza son: Estados Unidos, Colombia, México, Brasil o Australia.

## Historia

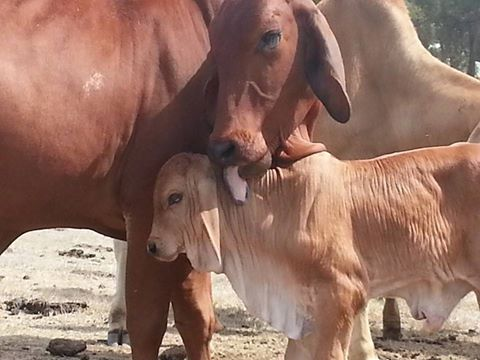
Vaca y ternero de raza Brahman Rojo.

El ganado cebuino (joroba asiática) estuvo presente en los Estados Unidos desde 1849, cuando se importó un solo toro de origen indio desde el Reino Unido a Carolina del Sur. En 1885, se trajo un par de toros grises directamente de la India a  Texas; uno era grande: pesaba más de 800 kg, el otro pesaba poco más de la mitad. El cruce de estos con vacas taurinas locales fue el primer paso en la creación de la raza Brahman. : 137   Otros pequeños grupos de ganado indio fueron importados hasta alrededor de 1906, principalmente a Texas; algunos de ellos fueron importados para exhibirlos como animales de circo y luego fueron vendidos a los ganaderos. En 1924 y 1925 se trajo a los Estados Unidos un mayor número de ganado brasileño a través de México. Estos eran principalmente Guzerat : 137   pero también incluían algunos Gyr y Nelore; hubo 210 toros y 18 vacas en total.: 193 
En 1924 se formó una asociación de razas, la American Brahman Breeders Association, y se inició un libro genealógico.: 137   El nombre "Brahman" fue elegido por JW Sartwelle, secretario de la asociación. En 1939 se cerró el libro genealógico y, a partir de entonces, solo se registró la descendencia de los padres registrados. Se permitió el registro en 1946 de dieciocho toros brasileños importados, principalmente Indubrasil y Gyr  así como algunas adiciones posteriores de ganado importado.: 137   La asociación registró todo el ganado indicine americano en el mismo libro genealógico hasta 1991, cuando los libros genealógicos de Gyr, Guzerat, Indubrasil, Nelore y Tabapua fueron separados de los del Brahman Rojo y Gris Americano.
Las exportaciones de ganado de esta raza a Australia comenzaron en 1933 y continuaron hasta 1954, y ascendieron a 49 cabezas en total; en 1973 su descendencia ascendía a más de 225.000. Algunas importaciones adicionales, por un total de alrededor de 700 cabezas, tuvieron lugar después de 1981. En 1987 había más de un millón de ejemplares solo contando en Queensland, y para fines de siglo había más de ellas en Australia que de cualquier otra raza, particularmente en el norte tropical del país.

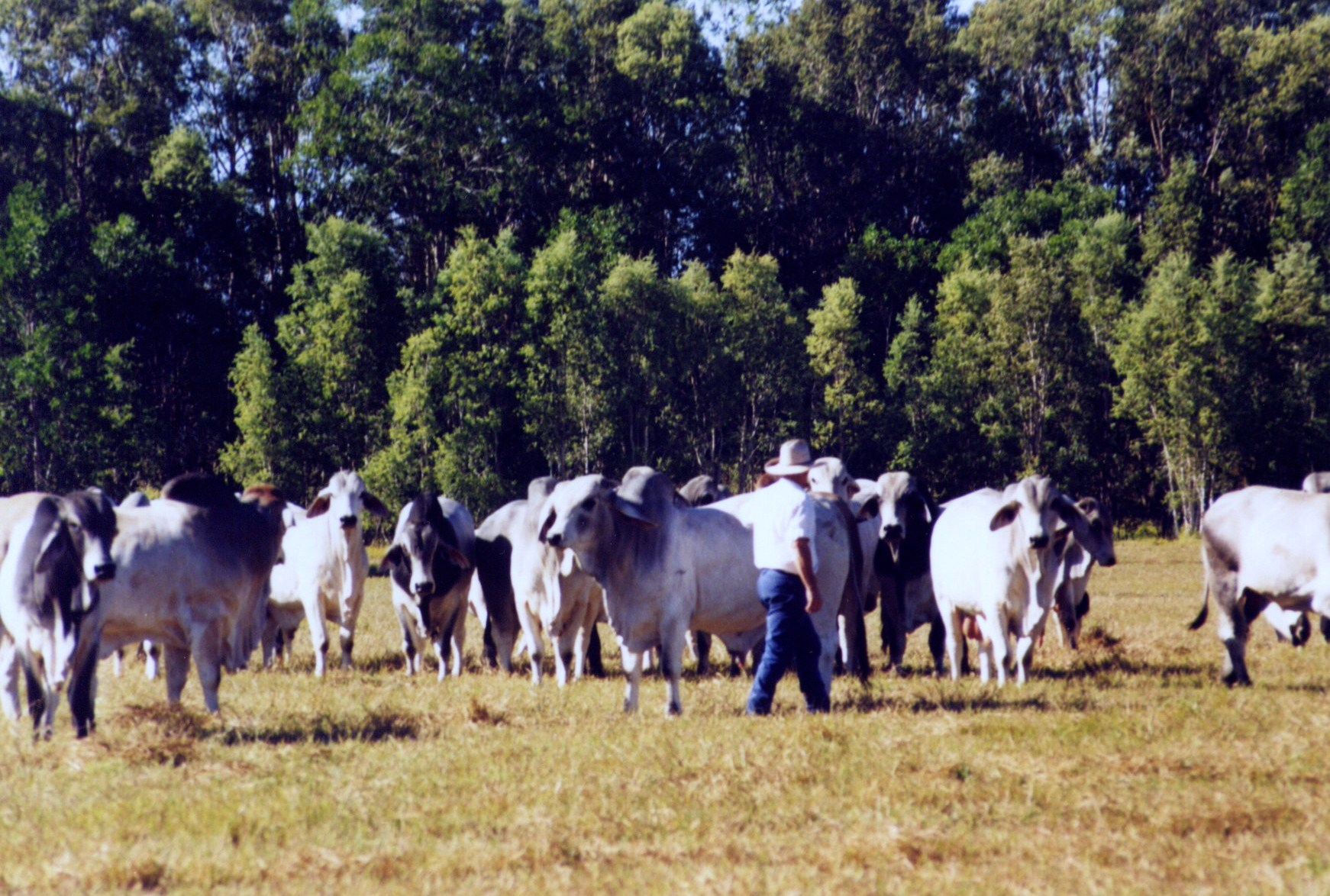
Un rebaño de raza brahman en Australia.

## Aptitudes
Es una raza moldeada por varios milenios de selección natural en un entorno difícil y cambiante. Ha desarrollado una adaptación que la hace muy interesante en cruces de ganado tropical por las siguientes características:
- Es resistente a los insectos y las enfermedades que los mismos transmiten. Su resistencia a los insectos y las enfermedades que transmiten es el resultado de varias adaptaciones fisiológicas y de comportamiento únicas. [14]

Las adaptaciones físicas incluyen: a) los bovinos Brahman tienen la piel más gruesa en comparación con otras razas, lo que puede proporcionar una barrera más efectiva contra los insectos que pican. b) Su piel suelta, particularmente alrededor del cuello y los hombros, permite una mayor flexibilidad y movimiento, lo que puede ayudarles a sacudirse o evadir los insectos más eficazmente. c) El pelaje de los Brahman suele ser corto y fino, lo que puede reducir el número de lugares donde los insectos se esconden y reproducen. Además, la densidad y textura del pelo pueden afectar la comodidad y el apego de los insectos. 
Los bovinos Brahman tienen una alta densidad de glándulas sudoríparas, lo que les ayuda a regular la temperatura corporal en climas cálidos. Sudar también puede ayudar a repeler algunos insectos, ya que la secreción puede ser irritante o disuasoria para estas plagas.

### Resistencia a enfermedades transmitidas por insectos
Enfermedades transmitidas por garrapatas: los bovinos Brahman muestran cierta resistencia a las enfermedades transmitidas por garrapatas, como la fiebre del ganado de Texas y la anaplasmosis. Esta resistencia se debe en parte a sus adaptaciones fisiológicas y en parte a su capacidad para manejar el estrés de cargas parasitarias altas mejor que algunas otras razas.
Enfermedades transmitidas por moscas: los Brahman también son menos susceptibles a enfermedades transmitidas por moscas, como la lengua azul y las infestaciones de moscas de los cuernos. Su piel más gruesa y sus adaptaciones comportamentales reducen la incidencia de picaduras de moscas.
Los bovinos Brahman generalmente tienen un sistema inmunológico fuerte que les ayuda a soportar infecciones y recuperarse de enfermedades de manera más efectiva que algunas otras razas. Su adaptación a climas severos contribuye a una resistencia general contra los factores estresantes ambientales y las enfermedades.
- Es resistente al calor: la piel es oscura (menos sensible) y el pelaje es claro (lo que hace que refleje una parte de la luz). La piel está suelta y tiene glándulas sudoríparas: permite una gran superficie de intercambio y por tanto la capacidad de enfriarse. Estudios en Misuri han demostrado menos calor interno: se libera menos calor y los alimentos ingeridos se utilizan de manera más eficiente para producir proteínas.[cita requerida]
- Posee capacidad de hacer reserva: la protuberancia en la cruz se llena durante el monzón y constituye una reserva durante la estación seca.
- Está adaptado a condiciones de sequía. Reduce la necesidad de agua y le permite no tener que ingerir agua diariamente. [cita requerida]
- Es un ganado dócil, lo que facilita su manejo [cita requerida]
- El cáncer de ojo es casi desconocido en esta raza.
- Han establecido una reputación considerable por un alto porcentaje de masa de carne útil.

Si bien el Brahman no está necesariamente desarrollado para soportar climas fríos, cuando se cruza con una raza Bos taurus, la descendencia resultante es mucho más adaptable al frío. Se provocará un aumento en el peso al nacer si se usan toros Brahman en vacas Hereford, por lo tanto, se recomienda seleccionar los toros con cuidado en cuanto al peso al nacer.

## Usos

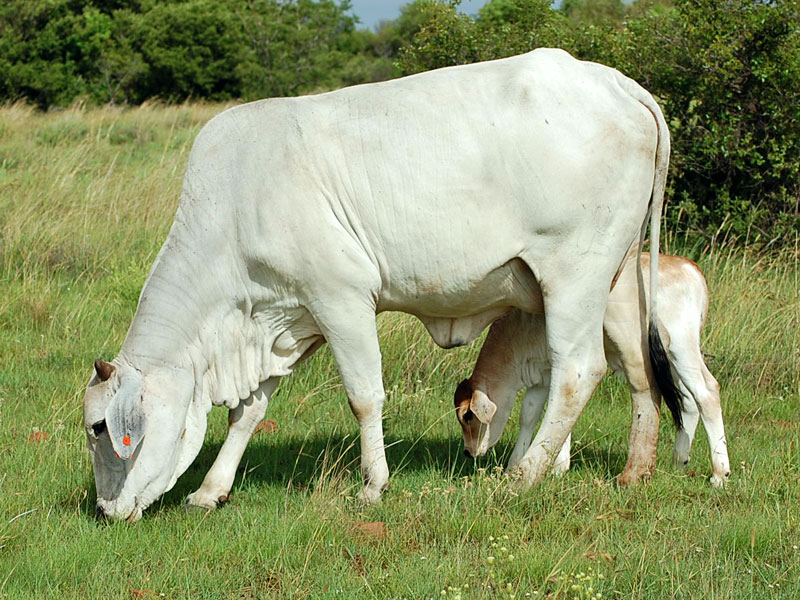
Vaca Brahman gris con su ternero.

El Brahman se cría para la industria cárnica, particularmente en áreas donde se necesita una buena resistencia a las condiciones cálidas o tropicales. Al igual que con otros bovinos cebuinos, la carne es de menor calidad que la de las razas especializadas de ganado vacuno europeo. Por esta razón, comúnmente se cruza con ganado de esas razas, ya sea criando terneros híbridos nacidos de padres de raza pura o creando una raza compuesta o híbrida, de las cuales hay muchas. Algunas de estas razas, como la Brahmousin (Brahman x Limousin), Brangus (Brahman x Angus), Simbrah (Brahman x Simmental) y el Braford (Brahman x Hereford ). han adquirido el estatus de raza por derecho propio, pero muchas otras no. Estos incluyen el Brahorn (Brahman x Shorthorn), el Bravon (Brahman x Devon ) y el South Bravon (Brahman x South Devon ), el Bra-Swiss (Brahman x Brown Swiss ), el Sabre (Brahman x Sussex)..: 137 
En Omán y Fujairah, los toros Brahman se utilizan en el deporte tradicional del tope de toros. Se trata de dos de estos toros enzarzados en una feroz ronda de cabezazos. El primero en colapsar o ceder su terreno se considera el perdedor. Los toros Brahman que se están preparando para este deporte se mantienen con una dieta especial de leche y miel para obtener una fuerza superior.

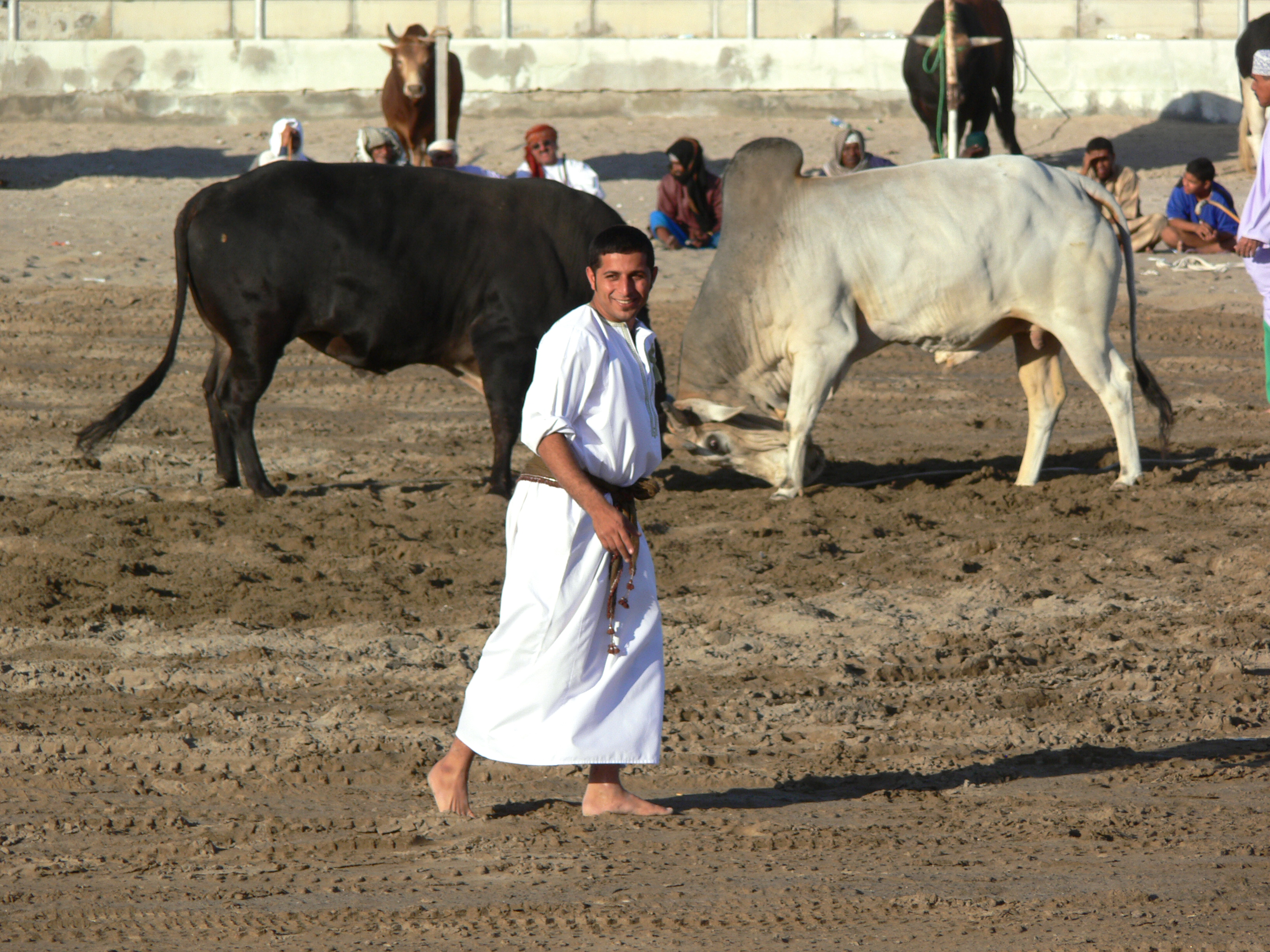
lucha entre toros en Omán.

Estudios realizados en la Universidad de Misuri encontraron que el ganado Brahman y el europeo prosperan igualmente bien a temperaturas de hasta 13 °C. Descubrieron que el ganado europeo comienza a sufrir adversamente a medida que la temperatura del aire supera los 20 °C, mostrando un aumento en la temperatura corporal y una se pasa la disminución del apetito y la producción de leche como 24 °C. Los brahmanes, por otro lado, muestran poco efecto de temperaturas superiores a 40 °C. Aunque la tolerancia al calor es solo un factor en la adaptación ambiental del ganado, se considera el más importante.
Otro factor que contribuye a la gran tolerancia al calor de los brahmanes, descubierto en los estudios de Misuri, es que producen menos calor corporal interno en climas cálidos que el ganado de las razas europeas. El calor residual se produce a partir del alimento a expensas del crecimiento y la producción de leche.